# ケプラー43
ケプラー43 (英: Kepler-43) とは、はくちょう座の方向に約3380光年離れた場所にある恒星である。見かけの等級は13.96で、肉眼で見ることは出来ない。

## 惑星系
ケプラーによる観測で、この星の周りを公転する惑星候補が検出された。この惑星候補は、オート＝プロヴァンス天文台の 1.93 m 望遠鏡に取り付けられた分光器 SOPHIE を用いた恒星の視線速度測定によって惑星であることが確認された。
| 名称 （恒星に近い順） | 質量         | 軌道長半径 （天文単位） | 公転周期 (日) | 軌道離心率 | 軌道傾斜角 | 半径 |
| --------------------- | ------------ | ----------------------- | ------------- | ---------- | ---------- | ---- |
| b                     | 3.23±0.19 MJ | 0.0449                  | 3.024095      | —          | —          | —    |